# Афрам
Афрам — річка в Гані. Довжина річки — 100 км. До будівництва в 1960-х роках греблі  гідроелектростанції Акосомбо, була притокою  річки Вольта. Зараз є важливою притокою озера Вольта. Річка протікає в південно-західному напрямку. Річка збирає всю воду з плато Кваху.